# Elaphoglossoideae
Elaphoglossoideae es una de las dos subfamilias de helechos de la familia Dryopteridaceae. (la otra subfamilia es Dryopteridoideae Pic.Serm. 1968.

## Géneros
- Arthrobotrya
- Bolbitis
- Cyclodium
- Elaphoglossum
- Lastreopsis
- Lomagramma
- Maxonia
- Megalastrum
- Mickelia
- Olfersia
- Polybotrya
- Rumohra
- Stigmatopteris
- Teratophyllum